# Роберт Едвард Фрімен
Роберт Едвард Фрімен (Колумбус, 18 грудня 1951) є філософом і визнаним статутним, колишнім професором ділового адміністрування преси Школи бізнесу Дардена Університету Вірджинії.
Він отримав ступінь бакалавра математики та філософії у Вашингтонському університеті в Сент-Луїсі та отримав ступінь доктора філософії в Університеті Дьюка, отримавши видавничий факультет Університету Міннесоти, а також Вортонську школу Університету Пенсільванії.
Він найбільш відомий формулюванням теорії стейкхолдерів (що міститься в публікації 1984 року «Стратегічний менеджмент: підхід стейкхолдерів»), теорії, згідно з якою діяльність корпоративної організації повинна гарантувати мінімальну результативність для всіх стейкхолдерів («зацікавлені сторони»), наприклад, акціонери, клієнти, працівники, постачальники, спільнота, в якій взаємодіє організація, які за відсутності зазначеної мінімальної ефективності залишають компанію, фактично унеможливлюючи продовження бізнесу. Попередній огляд цих концепцій міститься в публікації, опублікованій у 1968 році  італійським економістом Джанкарло Паллавічіні, творцем «методу декомпозиції параметрів» для розрахунку непрямих економічних результатів ділової діяльності, що стосуються етичних, моральних, соціальних та екологічних питань.